# Michael Brin
Michael Brin (ursprünglich russisch Михаил Израилевич Брин/Michail Israilewitsch Brin; * 20. September 1947 in Moskau) ist ein russisch-US-amerikanischer Mathematiker, der sich mit dynamischen Systemen befasst.

## Leben
In der Sowjetunion arbeitete er Anfang der 1970er Jahre mit Jakow Pessin zusammen über partiell hyperbolische dynamische Systeme und wurde 1975 an der Staatlichen Universität Charkiw bei Dmitri Wiktorowitsch Anossow (und Anatole Katok) promoviert (Partielle Hyperbolizität).
Die akademische Karriere von Brin war in der Sowjetunion wegen seiner jüdischen Herkunft behindert. Er arbeitete bei Gosplan in der Wirtschaftsplanung, und seine Frau, die ebenfalls Mathematikerin war, als Ingenieurin in der Bauindustrie. Brin stellte deshalb einen Ausreiseantrag und konnte 1979 mit seiner Familie in die USA ausreisen. Er ging an die University of Maryland, College Park, wo er Professor wurde.
Er ist der Vater des Google-Mitgründers Sergey Brin.

## Schriften
- mit Garrett Stuck: Introduction to dynamical systems, Cambridge University Press 2002
- mit Jakow Pesin: Partially hyperbolic dynamical systems. (russisch) Izv. Akad. Nauk SSSR Ser. Mat. 38 (1974), 170–212.
- mit Michail Gromow: On the ergodicity of frame flows. Invent. Math. 60 (1980), no. 1, 1–7.
- mit Jacob Feldman, Anatole Katok: Bernoulli diffeomorphisms and group extensions of dynamical systems with nonzero characteristic exponents. Ann. of Math. (2) 113 (1981), no. 1, 159–179.
- mit Werner Ballmann, Patrick Eberlein: Structure of manifolds of nonpositive curvature. I. Ann. of Math. (2) 122 (1985), no. 1, 171–203.
- mit Ballmann, Ralf Spatzier: Structure of manifolds of nonpositive curvature. II. Ann. of Math. (2) 122 (1985), no. 2, 205–235.
- mit Ballmann: Orbihedra of nonpositive curvature. Inst. Hautes Études Sci. Publ. Math. No. 82 (1995), 169–209 (1996).
- mit Ballmann: Diameter rigidity of spherical polyhedra. Duke Math. J. 97 (1999), no. 2, 235–259.
- mit Dmitri Burago, Sergei Ivanov: Dynamical coherence of partially hyperbolic diffeomorphisms of the 3-torus. J. Mod. Dyn. 3 (2009), no. 1, 1–11.

## Ehrungen
Seit 2008 wird an der Pennsylvania State University der Michael Brin Prize in Dynamical Systems für herausragende Leistungen auf dem Gebiet der Theorie dynamischer Systeme und verwandter Gebiete vergeben.